# Караталды-Аят
Караталды-Аят (также Караталы-Аят, Караталыаят, Караталы) — река в России, протекает по Варненскому и Карталинскому районам Челябинской области. Сливается с рекой Арчаглы-Аят с образованием реки Аят, притока Тобола. Длина реки составляет 175 км. Площадь водосборного бассейна 1900 км².

## Этимология
Название реки имеет тюркское происхождение и состоит из двух слов: «карталы» — чёрная ива, а «аят» — родоплеменная группа казахов. По реке назван город Карталы.

## Притоки
- 145 км: Аят (лв)
- 151 км: Аленина Отнога (лв)
- 156 км: Мочаги (лв)

## Населённые пункты
На реке расположены населённые пункты:
- Анненское[5],
- Краснотал[4],
- Родники[4],
- Карталы[4],
- Мичуринский[4],
- Новониколаевка[4]
- Катенино[3],
- Караоба[3],
- Кулевчи[4],
- Александровка[8],
- Арчаглы-Аят[8].

## Данные водного реестра
По данным государственного водного реестра России относится к Иртышскому бассейновому округу, водохозяйственный участок реки — Тобол от истока до впадения реки Уй, без реки Увелька, речной подбассейн реки — Тобол. Речной бассейн реки — Иртыш.
Код объекта в государственном водном реестре — 14010500212111200000362.